# Reiner Zsigmond (orvos)
Reiner Zsigmond (Szeged, 1813. október 20. – Budapest, 1893. január 29.) orvosdoktor, megyei főorvos. Reiner Zsigmond és Reiner János jogászok apja.

## Életútja
Középiskoláit a szegedi kegyesrendiek gimnáziumában, az orvostudományt Bécsben és Pádovában végezte, ahol orvosdoktori oklevelet is kapott. Az 1848-49-es szabadságharc idején Perczel Mór, Tóth Ágoston, Guyon Richárd és Bem József alatt minden ütközetben jelen volt és kötözte a sebesülteket. 1849. augusztus 16-án Déván a fegyverletételnél elfogták és a gyulafehérvári várba vitték; innét másodnap szabadon bocsáttatott, oly feltétel alatt, hogy a sebesült császáriakat gyógykezelje, amit meg is tett, egyszersmind a honvédeket is gyógyítva, akik közül 366-ot saját költségén gyógykezelt. Hosszabb tanulmányutat tett Német-, Francia-, Olaszországban, Angliában és Hollandiában, sőt a keleten is járt. Hogy Gyulafehérvár városának 1863-tól 1870-ig kórháza volt, az ő érdeme, mert azt saját vagyonából tartotta fenn. A kolera-, himlő-, és difteritisz-járványok idején ezeket ő fojtotta el városában. Az európai művelt nyelveket, még a spanyolt is beszélte; az irodalomnak és színművészetnek nagy pártolója volt. Alsó-Fehérmegye tiszteletbeli főorvosa és Gyulafehérvárnak szintén főorvosa (1855-90) és az ottani királyi törvényszék orvosa volt. 1890-ben nyugdíjba vonult és Budapestre költözött.
Cikkei a Gyulafehérvári Közlönyben (1885. 31., 37., 39. sz. Budapesti orvosi congressusról; a közegészségi rovatnál is közreműködött); a gyulafehérvári Politikai Szemlében a közegészségügyi rovatnak állandó vezetője volt, és itt Gyulafehérvár közegészségügyi viszonyait statisztikai adatokkal támogatta. Havonként a város közegészségügyi, születési és halálozási állapotáról, közléseket tett közzé; a Magyar Királyi Államvasutaknak általa kezelt gyulafehérvár-szászvárosi szakát: Vasúti egészségügy cím alatt tárgyalta.